# Solární ostrovy
Solární ostrovy (anglicky solar islands) jsou plovoucí kruhové, uměle vybudované ostrovy o průměru až 200 metrů. Je to projekt ve spolupráci Spojených arabských emirátů a Švýcarskem. Skládají se z vnějšího prstence a membrány, na které jsou umístěny solární přijímače, odrážející dopadající sluneční energii na kolonu potrubí, v němž je voda, kterou sluneční energie přivádí do varu. Pára z vody pak přivede do pohybu turbínu. Zvláštností tohoto konceptu je schopnost plovoucí plošiny otáčet se a sladit tak své solární přijímače směrem ke slunci.
Prototyp solárního ostrova rotuje od roku 2009 za velmi drsných klimatických podmínek. Solární ostrov plave na vzduchovém polštáři a žádné mechanické konstrukce nejsou vyžadovány, to umožňuje nízkonákladové řešení. Mohou také být instalovány na souši, plovoucí v kruhovém kanálu.
Solární ostrov je však rovněž technický termín pro ostrovní fotovoltaické elektrárny. Tento termín je blíže popsán v odkazu.